# Trayes
Trayes är en kommun i departementet Deux-Sèvres i regionen Nouvelle-Aquitaine i västra Frankrike. Kommunen ligger i kantonen Moncoutant som tillhör arrondissementet Parthenay. År 2022 hade Trayes 115 invånare.

## Befolkningsutveckling
Antalet invånare i kommunen Trayes
| Referens: INSEE |